# Morfina-6-glucurónido
La morfina-6-glucurónido (M6G) es un metabolito hepático obtenido a partir de la metabolización de la morfina por las enzimas del citocromo P450 2D6. La morfina se conjuga mayoritariamente con ácido glucurónico, produciendo principalmente tres metabolitos: la morfina 3 glucurónido, la morfina 6 glucurónido y la morfina 3,6 glucurónido. Este proceso está catalizado por la isoenzima UDP-glucuronosil-transferasa 2B7. Estos metabolitos se eliminan vía urinaria y biliar en un 90% sin cambios. La M6G se une en un 15% a proteínas plasmáticas.

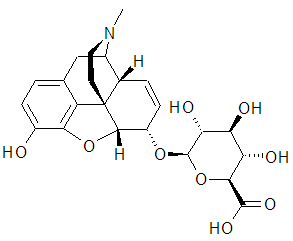
Estructura de la morfina-6-glucurónido

## Actividad farmacológica
Alrededor del 5-10% de la morfina aparece como morfina-6-glucurónido, siendo éste el metabolito biológicamente activo que produce analgesia y depresión de la ventilación. 
La morfina 6 glucurónido llega a ser una alternativa favorable de morfina, ya que posee propiedades farmacológicas similares a ella. Lleva a cabo sus efectos por activación de los receptores opioides y su principal lugar de acción es el sistema nervioso central (SNC). Puede cruzar la barrera hematoencefálica, ocasionando efectos prolongados sobre el SNC que pueden mantenerse tras la administración de la morfina. Comparado con la morfina, posee menor afinidad a los receptores kappa, una mayor afinidad a los tipo delta y similar afinidad a los mu.
Presenta una gran afinidad por los receptores mu morfínicos, siendo un analgésico más potente que la propia morfina y que además va a ser el responsable de los efectos secundarios clásicos de los opioides, siendo estos:
- Náuseas
- Vómitos
- Constipación intestinal
- Depresión respiratoria

### Estudios clínicos
La potencia del metabolito se ha estudiado en estudios in vitro y en animales, y estos sí que sugieren que el metabolito presenta más potencia que la propia morfina, aunque depende de la vía de administración. Esto se debe a que el M6G tiene una mayor duración de acción y a su eficacia en la activación de receptores.
En experimentos humanos y estudios clínicos existe una contradicción, ya que algunos reportan debilidad, y otras investigaciones, niveles importantes de analgesia del M6G en comparación con la morfina; aunque supuestamente este metabolito produce menos náuseas y vómitos, y además la depresión respiratoria es menos severa tras su administración.

## Metabolismo y toxicidad
Es importante señalar que en los niños pequeños, el metabolismo de la morfina depende de la edad: los neonatos prematuros tienen una mayor dificultad en transformar la morfina en sus glucurónidos, de manera que en los prematuros la semivida de la morfina es de unas 9 horas; en los neonatos nacidos a término de unas 6-7 horas, y de 2 horas en los niños mayores de 11 días. Por todo esto, nos encontraremos con menores niveles de M6G (y de los demás metabolitos). 
Una disfunción renal (una depuración renal menor de 30 ml/min) lleva a la acumulación de morfina con la consecuencia de efectos tóxicos, entre ellos la neurotoxicidad. Las dosis de morfina deben ser reducidas, aunque no se han publicado pautas específicas. Normalmente las recomendaciones son, una reducción de la dosis del 25% al 50% en pacientes con insuficiencia renal crónica leve a moderada. Aparte de esta reducción, en esta situación también se recomienda otro tipo de opioides, ya que como se ha comentado antes, los efectos terapéuticos y los no deseados son debidos principalmente por sus metabolitos. Si el paciente presenta un severo fracaso renal, se suele reducir la dosis al 75%.

## Síndrome de neurotoxicidad inducido por opioides (NIO)
La toxicidad del M6G suele aparecer en los pacientes con insuficiencia renal, o en una sobredosis, pudiendo desarrollar el síndrome de neurotoxicidad inducido por opioides, caracterizado por alteraciones cognitivas, alucinaciones, confusión y delirio, mioclonías, convulsiones e hiperalgesia. Se produce por la acumulación de morfina y su metabolitos, aunque principalmente se debe al M3G.
Para evitar la neurotoxicidad se proponen medidas como la rotación de opioides, reducir la dosis, proporcionar una hidratación adecuada al paciente para evitar su acumulación, modulación circadiana, el uso de psicoestimulantes como la anfetamina o incluso la administración de naloxona (antagonista de la morfina).